# Els Pallaresos
Els Pallaresos (spanisch Pallaresos) ist eine katalanische Gemeinde mit 5.006 Einwohnern (Stand: 2024) in der Provinz Tarragona im Nordosten Spaniens. Sie liegt in der Comarca Tarragonès.

## Geographische Lage
Els Pallaresos liegt etwa sieben Kilometer nordnordöstlich vom Stadtzentrum von Tarragona und knapp 80 Kilometer westsüdwestlich von Barcelona.

## Geschichte
Die bislang älteste bekannte urkundliche Erwähnung geht zurück auf das Jahr 1392. Die Bedeutung der Siedlung war gering. Bis 1980 stieg die Bevölkerungszahl nicht über 400. Durch die Neubauviertel Jardins Imperi und Pallaresos Park ist die Einwohnerzahl in den letzten Jahren erheblich angestiegen.

## Bevölkerungsentwicklung
| Jahr      | 1970 | 1981 | 1991 | 2001 | 2011 | 2021 |
| Einwohner | 320  | 365  | 668  | 2664 | 4265 | 4872 |

## Sehenswürdigkeiten
Der katalanische Architekt Josep Maria Jujol (1879–1949) hat einige Bauten in der Gemeinde realisiert.

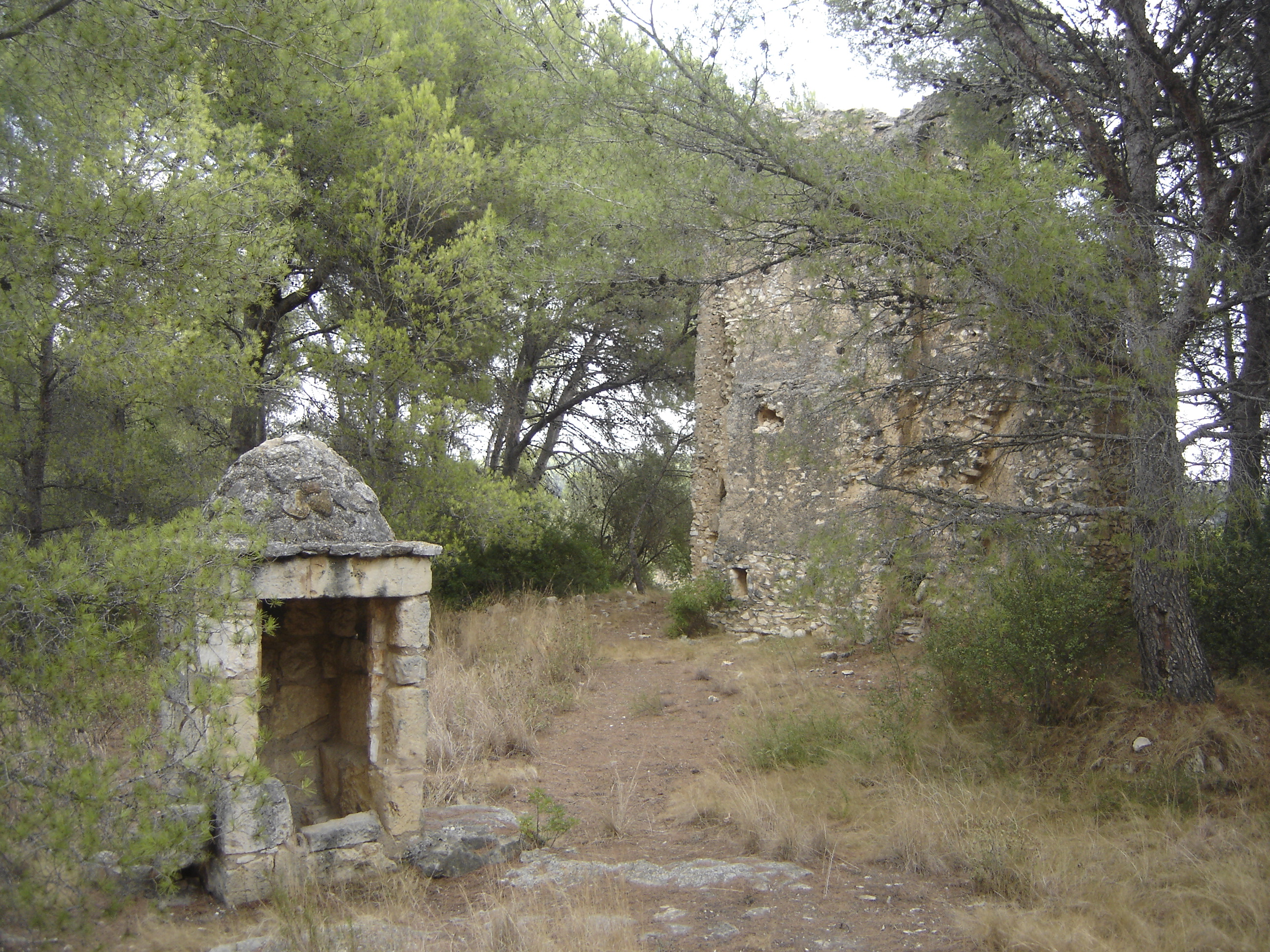
Burgruine von Perafort
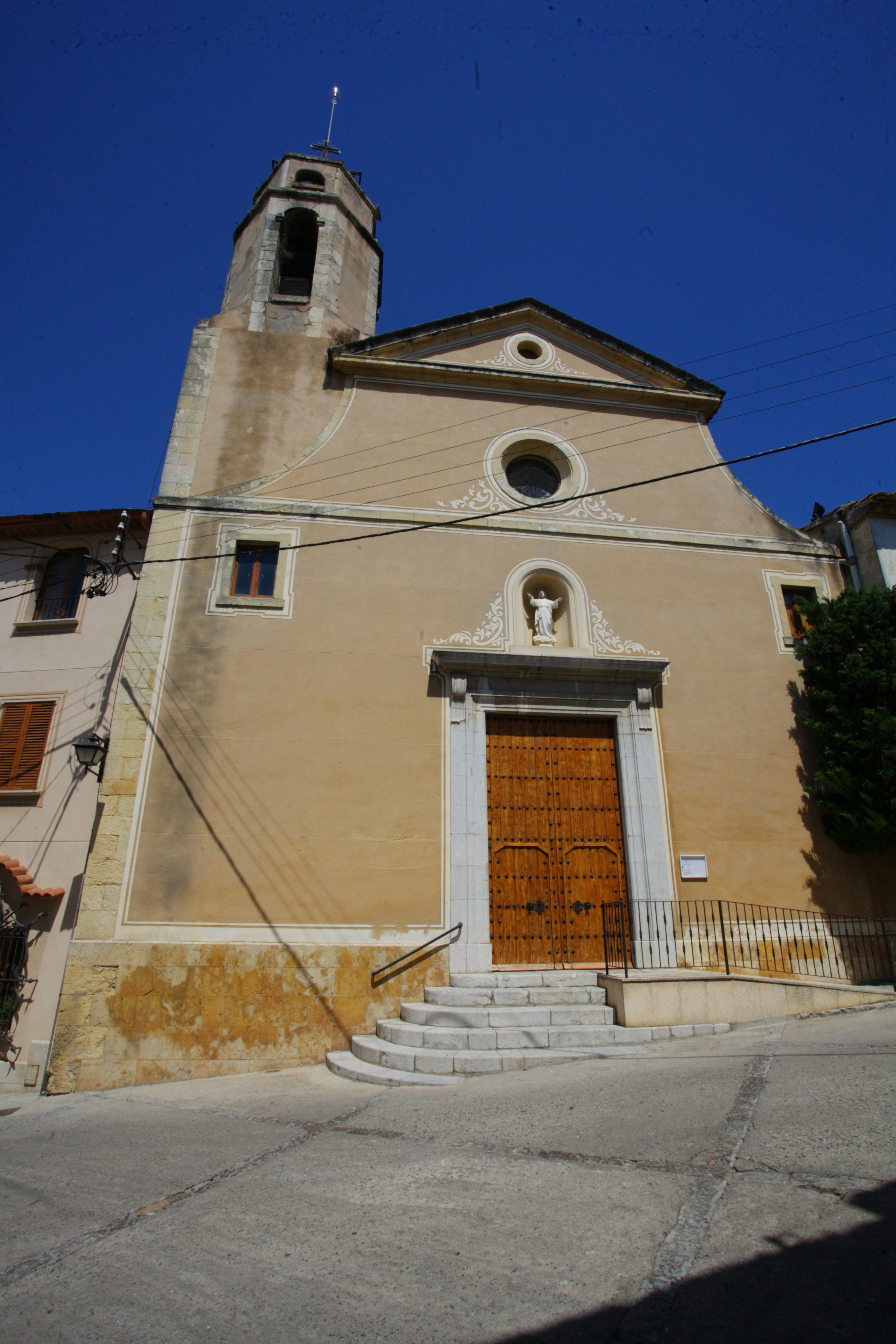
Salvatorkirche

- Salvatorkirche (Iglesia de El Salvador)
- Casa Bofarull

- Burgruine von Perafort
- Salvatorkirche

## Persönlichkeiten
- Josep Gols i Veciana (1870–1938), Komponist
- Andreu Prats i Barrufet (1886–1936), Priester der Pfarrkirche, im Bürgerkrieg ermordet, 2013 seliggesprochen